# Mary (Saône-et-Loire)
Mary település Franciaországban, Saône-et-Loire megyében. Lakosainak száma 282 fő (2022. január 1.). Mary Collonge-en-Charollais, Gourdon, Joncy, Mont-Saint-Vincent, Saint-Marcelin-de-Cray, Saint-Martin-la-Patrouille és Le Rousset-Marizy községekkel határos.

## Népesség
A település népességének változása:
| Lakosok száma | 233  | 232  | 238  | 245  | 254  | 263  | 270  | 277  | 282  |
|               | 2013 | 2015 | 2016 | 2017 | 2018 | 2019 | 2020 | 2021 | 2022 |